# Tigranakert (Nachitjevan)
För olika betydelser av Tigranakert, se Tigranakert
Tigranakert (armeniska: Տիգրանակերտ eller Tigranavan) var en ort i Kungariket Armenien, som grundades av kung Tigranes I eller Tigranes II under något av de sista två århundradena före Kristus. Den låg i östra delen av kungariket Armeniens kärnområde Större Armenien. Staden var en av fyra städer i antiken som bar namnet Tigranakert. Lokaliseringen är inte helt klar, men är sannolikt vid den nutida byn Bananiyar i den autonoma republiken Nachitjevan i Azerbajdzjan.